# Heinz Keßler

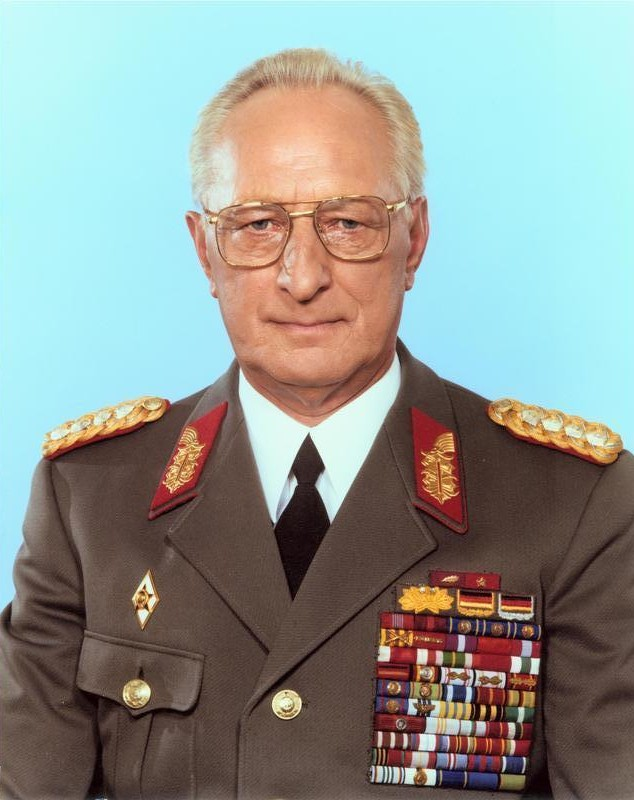
Heinz Keßler (1988)

Heinz Keßler (* 26. Januar 1920 in Lauban; † 2. Mai 2017 in Berlin) war ein deutscher Armeegeneral und Politiker der Sozialistischen Einheitspartei Deutschlands (SED). Er war Mitglied des Politbüros des ZK der SED, Mitglied des Ministerrats der DDR, Minister für Nationale Verteidigung und Abgeordneter der Volkskammer der DDR. Er gehörte dem SED-Zentralkomitee und dem Nationalen Verteidigungsrat der DDR an. In den Mauerschützenprozessen wurde er zu einer siebeneinhalbjährigen Freiheitsstrafe wegen Totschlags verurteilt.

## Leben

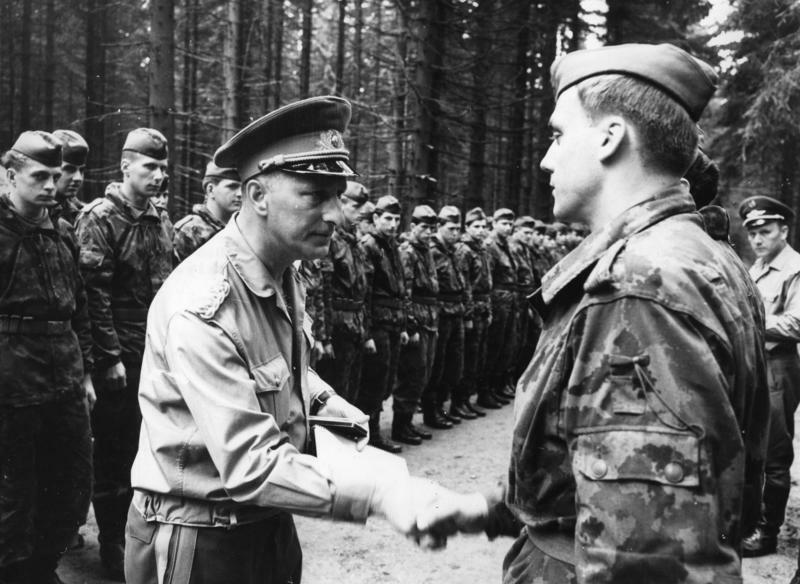
Heinz Keßler bei einem Truppenbesuch, 1968

Heinz Keßler wurde als Sohn einer Arbeiterfamilie in Lauban in Schlesien geboren. Seine Eltern zogen 1923 nach Chemnitz um. Sie waren Kommunisten und wurden in der Zeit des Nationalsozialismus mehrmals in Konzentrationslagern inhaftiert. Er besuchte die Volksschule und wurde Mitglied des Jung-Spartakus-Bundes. Von 1934 bis April 1937 erlernte er den Beruf eines Maschinenschlossers und arbeitete bis 1940 in diesem Beruf.

### Militärische Laufbahn

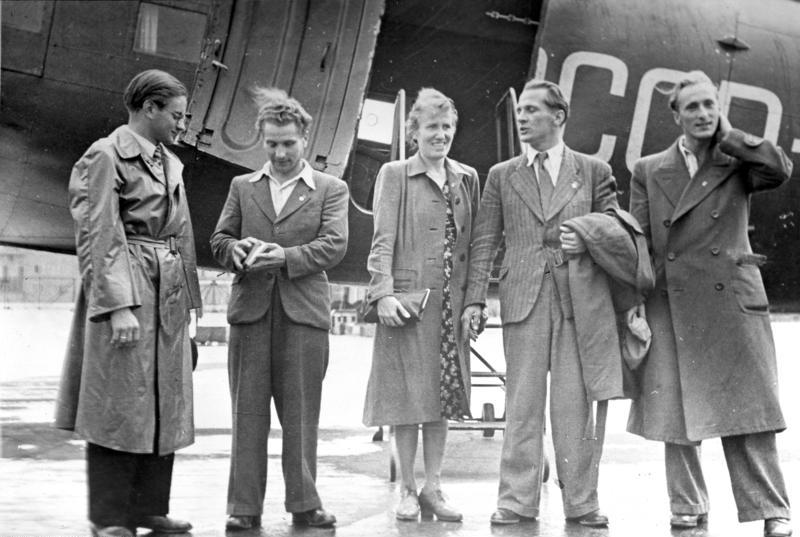
Heinz Keßler (rechts) und Erich Honecker (2. von rechts), 5. August 1947

Am 15. November 1940 wurde Keßler in die Wehrmacht einberufen und als MG-Schütze ausgebildet. Im Frühjahr 1941 kam er mit der 134. Infanterie-Division zunächst ins Generalgouvernement nach Petrikau. Nach einer weiteren Ausbildung ging er im Juni 1941 mit der Division in ihre Ausgangsstellung für das Unternehmen Barbarossa bei Białystok in Stellung.
Drei Wochen nach Beginn des Krieges gegen die Sowjetunion lief er am 15. Juli 1941 zur Roten Armee über und kam zunächst in sowjetische Kriegsgefangenschaft. In Folge seines Übertritts wurde er vom Reichskriegsgericht als Fahnenflüchtling zum Tode verurteilt und seine Mutter, Hedwig Keßler, von 1941 bis 1945 im KZ Ravensbrück inhaftiert.
Er kam zunächst in das Lager 27 in Krasnogorsk bei Moskau, dann mit dem Überläufer Franz Gold nach Spasso-Sawodsk bei Karaganda in Kasachstan. Dort lernte er Heinz Hoffmann kennen. Mit Gold und Hoffmann erhielt er eine fünfmonatige Ausbildung an der neugeschaffenen Antifa-Schule in Gorki. Zusammen mit Gold wurde er im Kriegsgefangenenlager 27 eingesetzt und dann Mitarbeiter der 7. Verwaltung der Politischen Hauptverwaltung der Roten Armee. Im Dezember 1942 kam es zu seinem ersten Fronteinsatz in Welikije Luki. Gold und Keßler wurden nach weiteren Fronteinsätzen zur Mitbegründung des Nationalkomitees Freies Deutschland (NKFD) nach Krasnogorsk beordert. Gemeinsam mit den übrigen Mitgründern des NKFD unterschrieb Keßler das Manifest vom 12. Juli 1943. Dort engagierte er sich als einer der wichtigsten Jugendfunktionäre sowie als Frontbeauftragter an der Brjansker Front. In dieser Funktion rief er deutsche Soldaten zum Überlaufen auf.

### Rückkehr nach Deutschland
Im Mai 1945 kehrte er als Angehöriger der Roten Armee ins eroberte Berlin zurück, wo er nach langer Zeit seine Mutter wiedertraf. 1945 war Keßler Mitglied des Zentralen Antifaschistischen Jugendausschusses und 1946 eines der Gründungsmitglieder der Freien Deutschen Jugend (FDJ). Er trat der KPD bei, die sich 1946 mit der SPD zur SED vereinigte. Im gleichen Jahr wurde er Mitglied des Parteivorstandes der SED, ab 1950 Zentralkomitees (ZK) der SED. Von 1948 bis 1950 war er Sekretär des Zentralrats der FDJ. In dieser Zeit nahm er auch an Agitationseinsätzen in der Bundesrepublik teil („Ich habe versucht, die Jugendverbände zu agitieren und dafür zu gewinnen, mit uns gegen die Pariser Verträge aufzutreten“).

### Eintritt in die Bewaffneten Organe der DDR
Am 1. November 1950 trat Keßler in die Bewaffneten Organe der DDR ein. Hier war er bis 1952 im Rang eines Generalinspekteurs Leiter der Volkspolizei-Luft (VP-Luft, Tarnbezeichnung Verwaltung der Aeroklubs). Infolge erster struktureller Veränderungen wurde sein Dienstposten von 1952 bis 1953 in Stellvertreter des Ministers des Inneren und Chef der VP-Luft geändert. Sein Dienstgrad lautete ab 1. Oktober 1952 Generalmajor. Weitere Strukturreformen führten bis 1955 zur erneuten Namensänderung, nunmehr Chef der VP-Luft, der Vorgängerorganisation der NVA-Luftstreitkräfte.
Von Dezember 1955 bis Herbst 1956 absolvierte Keßler die Generalstabsausbildung an der Generalstabsakademie der UdSSR „Kliment Woroschilow“ in Moskau. In dieser Zeit stand Generalmajor Heinz-Bernhard Zorn, ein ehemaliger Luftwaffenmajor i. G. der Wehrmacht, interimsweise an der Spitze der NVA-Luftstreitkräfte.

### General der NVA und Verteidigungsminister
Beförderungen
- 1. November 1950 Generalinspekteur
- 1. Oktober 1952 Generalmajor, Ernennung
- 1. Oktober 1959 Generalleutnant
- 1. März 1966 Generaloberst
- 3. Dezember 1985 Armeegeneral

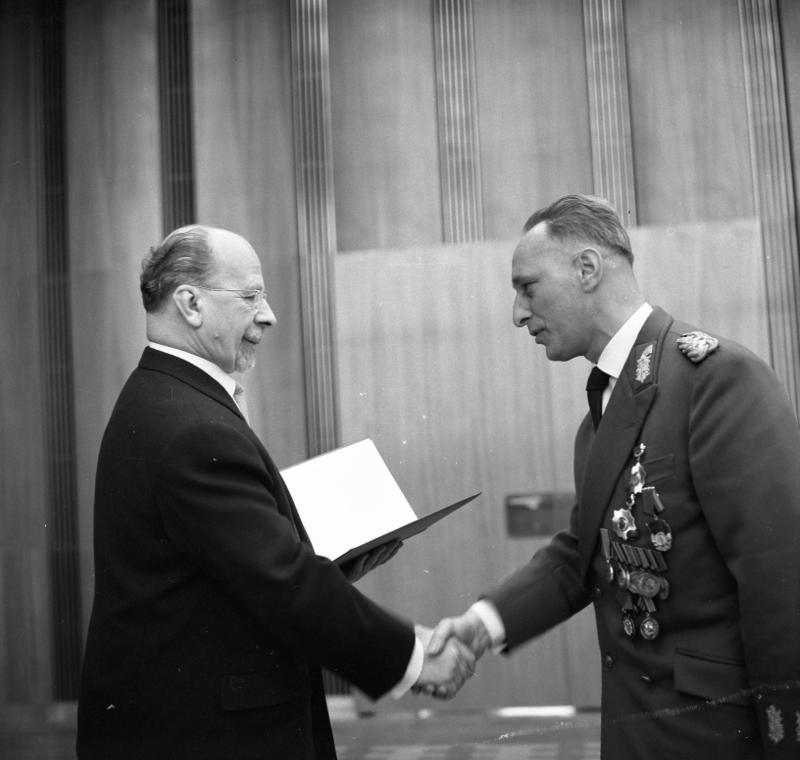
Keßler mit Walter Ulbricht im Jahre 1966

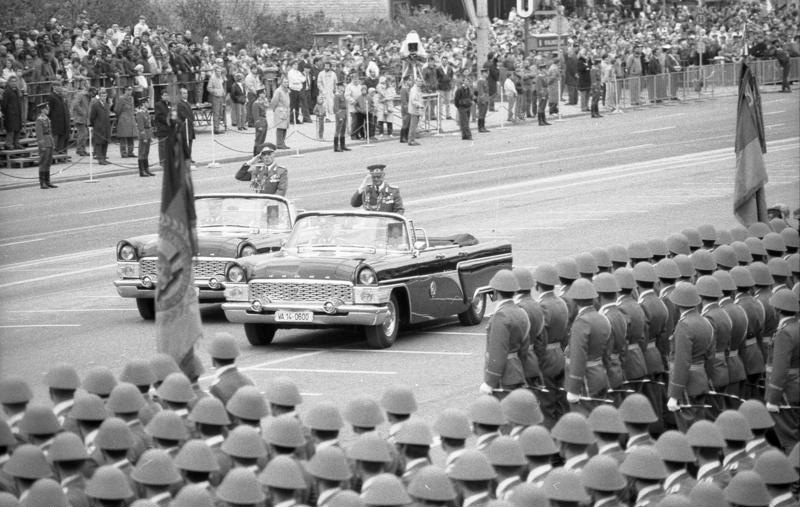
Die Generäle Stechbarth (links) und Keßler (rechts) nehmen 1988 in ihren Luxuslimousinen GAZ-13 Tschaika die Parade der NVA zum 39. Jahrestag der DDR ab.

Bei Gründung der NVA am 1. März 1956 wurde Keßler zum Stellvertreter des Ministers für Nationale Verteidigung berufen. Ab 1. September 1956 übernahm er wieder den Oberbefehl über die Luftstreitkräfte der Nationalen Volksarmee. Nach der Zusammenlegung der Luftstreitkräfte und der Luftverteidigung am 1. Juni 1957 zum Kommando Luftstreitkräfte/Luftverteidigung (Kdo. LSK/LV) wurde Keßler Stellvertreter des Ministers und Chef der LSK/LV. Generalmajor Zorn, sein bewährter Stellvertreter und Chef des Stabes aus den Zeiten der KVP-Luft, sollte ihm wieder als zweiter Mann zur Seite stehen, wurde aber zur Militärakademie „Friedrich Engels“ nach Dresden abverfügt. Am 1. Oktober 1959 wurde Keßler zum Generalleutnant befördert; am 1. März 1966 zum Generaloberst.
Von März 1967 bis 1978 war Heinz Keßler Stellvertreter des Ministers und Chef des Hauptstabes im damaligen Ministerium für Nationale Verteidigung in Strausberg. Danach war er Mitglied des Militärrates des Vereinten Oberkommandos des Warschauer Pakts mit Sitz in Moskau. Von 1979 bis 1985 war er Stellvertreter des Ministers für Nationale Verteidigung und Chef der Politischen Hauptverwaltung (PHV).
Am 3. Dezember 1985 übernahm Keßler vom verstorbenen Heinz Hoffmann das Amt des Verteidigungsministers. 1986 wurde er Mitglied des Politbüros des ZK der SED. Im Oktober 1989 galt Keßler bei der Funktionärsgruppe um Egon Krenz, die die Absetzung Erich Honeckers vorbereitete, als größter „Risikoposten“. Er befand sich in Nicaragua, als Honecker am 17. Oktober von einer Mehrheit des Politbüros zum Rückzug gezwungen wurde. Keßler erklärte seitdem wiederholt, dass er dem „nie zugestimmt“ hätte. Direkt vom Flughafen kommend, nahm er am Folgetag an der Plenartagung des Zentralkomitees teil, auf der Honecker „aus gesundheitlichen Gründen“ um die Entbindung von allen Funktionen bat. Der konsternierte Keßler stimmte dem zu, einen improvisierten Redebeitrag brach er nach mehrfachen störenden Zwischenrufen – unter anderem von Günter Schabowski, Harry Tisch und Kurt Hager – ab. Nach Keßlers später geäußerter Auffassung hatte sich in der SED-Führung zu diesem Zeitpunkt eine Fraktion gebildet: „Sie hat sich zusammengesetzt aus Leichtgläubigen, dazu zähle ich Krenz, weil der offensichtlich wirklich glaubte, dass Perestroika und Glasnost ein Weg sei, und anderen, die nie Kommunisten waren, die nie richtig verbunden waren mit unserer Sache, dazu zähle ich Schabowski, Schürer, Tisch und noch zwei, drei andere.“

### Rücktritt, Entlassung und Parteiausschluss
Am 7. November 1989 trat Keßler als Verteidigungsminister zusammen mit den anderen Mitgliedern der Regierung Stoph zurück. Er leitete aber zunächst geschäftsführend das Ministerium weiter und wollte das Amt auch in der neuen Regierung ausüben, worauf er dann am 17. November allerdings verzichtete und am 15. Dezember auf eigenen Wunsch aus der NVA entlassen wurde.
Am 20./21. Januar 1990 wurde Keßler mit der Begründung, eine „antisowjetische Haltung“ zu vertreten, aus der SED-PDS ausgeschlossen. Gemeint war jedoch, dass er gegen das Reformprogramm Gorbatschows war. Bei diesem Ausschlussverfahren gegen Keßler gab es drei Stimmenthaltungen. Unmittelbar nachdem Keßler den Raum verlassen hatte, erkundigte sich der Vorsitzende der Schiedskommission Günther Wieland verunsichert bei diesen drei Mitgliedern über den Grund für ihr Abstimmungsverhalten. Deren Vermutung, Keßler könne einer der Initiatoren der Absetzung Erich Honeckers gewesen sein, unterbrach Wieland mit der Aussage: „Genossen, darf ich euch eins sagen: es gab viele Leute im […] Zentralkomitee die außerordentlich glücklich waren, dass gerade dieser Mann zu dieser Zeit weit, weit weg war. Denn als Mielke schon lange auf der Seite von Krenz stand war das noch der engste Freund von Honecker.“
Am 24. Januar 1990 wurde Keßler unter dem Vorwurf, für die „Verschwendung von Volksvermögen“ in Höhe von 80.000 Mark verantwortlich zu sein, festgenommen. Keßler schrieb in seinen Memoiren, man habe ihm erklärt, „dass das Ministerium für Verteidigung wie andere Ministerien auch ein Jagdgebiet hatte. Ich habe mich nie darum gekümmert, weil mich das nicht interessiert hat. […] Für diese Verschwendung von Volksvermögen trüge ich die Verantwortung.“ Bis April 1990 blieb er in der ehemaligen Untersuchungshaftanstalt des MfS in Berlin-Hohenschönhausen in Haft.

### Verurteilung wegen Totschlags
Wie die restliche Staatsführung der DDR leugnete Keßler stets den Schießbefehl an der innerdeutschen Grenze. So hatte er in einem Interview mit der Wochenzeitung Die Zeit vom 30. September 1988 gesagt: „Es hat nie – nie! – einen Schießbefehl gegeben. Den gibt es auch jetzt nicht, das bitte ich mir so abzunehmen […]“. Nach dem Ende der DDR musste er sich ab November 1992 zusammen mit ehemaligen Parteiführern und den anderen Mitgliedern des Nationalen Verteidigungsrates der DDR wegen des Befehls vor dem Landgericht Berlin verantworten, nachdem er 1991/92 in Untersuchungshaft gesessen hatte. Am 16. September 1993 wurde er in den Mauerschützenprozessen zu einer siebeneinhalbjährigen Freiheitsstrafe wegen der Anstiftung zum Totschlag verurteilt. Am 26. Juli 1994 wurde das Urteil vom Bundesgerichtshof bestätigt, Keßler aber als mittelbarer Täter des Totschlags eingestuft. Im Frühjahr 1998 wurde er aus der JVA Hakenfelde in Berlin aus gesundheitlichen Gründen auf Bewährung entlassen.

### Nach der Haft
Auch nach der deutschen Wiedervereinigung rechtfertigte er die Herrschaft der SED. 2009 trat er der DKP bei. Bis zu seinem Tod war er mit früheren DDR-Kadern und -Funktionären verbunden, die einander in Vereinen und Publikationen würdigten. Zur Berliner Abgeordnetenhauswahl 2011 kandidierte er erfolglos auf der Liste der DKP. Keßler lebte zusammen mit seiner Frau Ruth († 2013) bis zu ihrem Tod im Berliner Bezirk Lichtenberg. Zuletzt lebte er in einer katholischen Pflegeeinrichtung in Berlin-Karlshorst. Bei seiner Beerdigung waren auch die früheren RAF-Terroristen Christian Klar und Eva Haule anwesend. Keßlers Urne wurde neben der seiner Frau auf dem Berliner Friedhof Baumschulenweg bestattet.

## Orden und Auszeichnungen
- Held der Arbeit

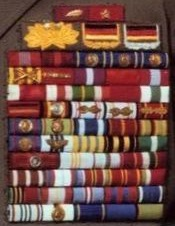
Orden und Auszeichnungen von Heinz Keßler 1988

- 1965 Vaterländischen Verdienstorden in Gold
- Ehrenspange zum Vaterländischen Verdienstorden
- 1969 Scharnhorst-Orden (und zwei weitere Male)
- 1970 Orden des Vaterländischen Krieges I. Klasse[24]
- 1975 Medaille „30. Jahrestag des Sieges im Großen Vaterländischen Krieg 1941–1945“
- 1976 Orden der Oktoberrevolution
- 1979 Karl-Marx-Orden
- 1985 Medaille „40. Jahrestag des Sieges im Großen Vaterländischen Krieg 1941–1945“[25]

## Schriften
- Für Frieden und Sozialismus. Band I. Militärverlag der Deutschen Demokratischen Republik, Berlin 1989, ISBN 3-327-00890-6.
- Für Frieden und Sozialismus. Band II. Militärverlag der Deutschen Demokratischen Republik, Berlin 1989, ISBN 3-327-00891-4.
- Die Sache aufgeben, heißt sich selbst aufzugeben, das geht nicht mit mir. Erklärungen im und zum politischen Prozess vor dem Berliner Landgericht. Runge, Hamburg 1993, ISBN 3-929289-03-2.
- mit Erich Selbmann und Knut Holm, hrsg. von Gerhard Holtz-Baumert: Briefe aus Moabit. Spotless, Hamburg 1993, ISBN 3-928999-28-1.
- Zur Sache und zur Person. Erinnerungen. edition ost, Berlin 1996, ISBN 3-929161-63-X.
- mit Fritz Streletz: Die Verbrechen der NATO. Spotless, Berlin 2000, ISBN 3-933544-29-7.
- Die letzten Tage der SED und der Deutschen Demokratischen Republik. In: Unter Feuer. Die Konterrevolution in der DDR. Hannover 2009, ISBN 978-3-00-026316-3.
- mit Fritz Streletz: Ohne die Mauer hätte es Krieg gegeben. edition ost, Berlin 2011, ISBN 3-360-01825-7.